# San Sebastiano dei Mercanti
San Sebastiano dei Mercanti, även benämnd Santi Sebastiano e Valentino och San Sebastiano dell'Olmo, var en kyrkobyggnad i Rom, helgad åt den helige Sebastian. Kyrkan var belägen i rione Sant'Angelo, vid dagens Piazza Paganica. ”Mercanti” syftar på Compagnia dei Mercanti, butiksägarnas skrå.

## Kyrkans historia
Kyrkan grundades på 900-talet och var ursprungligen helgad åt den helige Valentin. Kyrkan nämns i en bulla promulgerad 1186 av påve Urban III och uppräknas där bland filialerna till församlingskyrkan San Lorenzo in Damaso. Kyrkan återfinns även i Catalogo di Cencio Camerario, en förteckning över Roms kyrkor sammanställd av Cencio Savelli år 1192 och bär där namnet sco. Valentino Baniomizino. ”Baniomizino” härleds ur ”balneum Miccinae”, ett badhus tillhörande en viss Donna Miccina, en välbärgad dam som levde i området under 1000- eller 1100-talet. Kyrkan benämndes även San Valentino de Piscina, där ”piscina” (av latinets piscis ’fisk)’ åsyftar den i distriktet belägna fiskmarknaden vid Portico d'Ottavia.
Påve Clemens VIII överlät 1594 kyrkan åt Compagnia dei Mercanti, butiksägarnas skrå som lät restaurera den och helga den åt den helige Sebastian, som led martyrdöden år 304 under kejsar Diocletianus kristendomsförföljelser. Kyrkan kom att kallas San Sebastiano dell'Olmo på grund av att den låg nära ett litet torg (piazza) med ett almträd.
I början av 1700-talet restaurerades kyrkan av arkitekten Francesco Felice Pozzoni.

## Kyrkans exteriör
Kyrkan hade inte någon egentlig fasad, då den var inkorporerad i ett större byggnadskomplex. En oansenlig ingång ledde in i en kort passage som i sin tur ledde in i kyrkorummet.

## Kyrkans interiör
Kyrkan, som hade ett skepp, hade ett högaltare samt tre sidoaltaren på var sida. Fresken ovanför ingången var utförd av Felice Ottoni, en elev till Giacinto Brandi. Över högaltaret fanns Cavalier d'Arpinos Den helige Sebastian. Ett av de högra sidoaltarna hade Den helige Josef får en gudomlig varning i en dröm av Ottoni. På vänster sida fanns en målning som framställde Den helige Valentin, utförd av Placido Romoli, en elev till Cavalier d'Arpino. Även takfresken var av Romolis hand.

## Rivning
Kyrkan San Sebastiano dei Mercanti demolerades 1870 vid utbyggnaden av Palazzo Guglielmi-Chiablese.

## Bilder

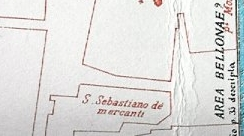
San Sebastiano dei Mercanti på Rodolfo Lancianis Rom-karta från 1893–1901.